# Dällingen
Dällingen är en sjö i Växjö kommun i Småland och ingår i Mörrumsåns huvudavrinningsområde. Sjön har en area på 0,593 kvadratkilometer och ligger 212,9 meter över havet.

## Delavrinningsområde
Dällingen ingår i det delavrinningsområde (632227-145636) som SMHI kallar för Utloppet av Drättingesjön. Medelhöjden är 217 meter över havet och ytan är 41,97 kvadratkilometer. Det finns inga avrinningsområden uppströms utan avrinningsområdet är högsta punkten. Vattendraget som avvattnar avrinningsområdet har biflödesordning 2, vilket innebär att vattnet flödar genom totalt 2 vattendrag innan det når havet efter 161 kilometer. Avrinningsområdet består mestadels av skog (68 procent) och sankmarker (10 procent). Avrinningsområdet har 1,96 kvadratkilometer vattenytor vilket ger det en sjöprocent på 4,7 procent. Bebyggelsen i området täcker en yta av 0,37 kvadratkilometer eller 1 procent av avrinningsområdet.